# لوتار کنورسر
لوتار کنورسر (آلمانی: Lothar Knörzer؛ زادهٔ ۴ اوت ۱۹۳۳) دونده سرعت اهل آلمان بود.